# الدخول في الممنوع (مسلسل)
الدخول في الممنوع مسلسل مصري إنتاج 2017، دراما اجتماعية ذات خلفية سياسية تستعرض صراع العائلات ورجال الأعمال في الفترة من 2005 إلى 2010، من خلال قصص حب وزواج وتنافس علي صفقات تجارية وهي الفترة التي شهدت فيها مصر استقواء شوكة رجال الأعمال وقربهم من السلطة والعمل لمصلحتهم فقط وهو الأمر الذي جعل الشعب يثور في 2011 أشترك في التمثيل احمد فلوكس وأحمد عبد المجيد .